# Жуковська сільська рада (Уфимський район)
Жу́ковська сільська рада (рос. Жуковский сельский совет) — муніципальне утворення у складі Уфимського району Башкортостану, Росія. Адміністративний центр — село Жуково.
2004 року зі складу сільради були виділені присілки і передані до складу міста Уфа:
- до складу Ленінського району Уфи присілок Ветошниково
- до складу Дьомського району Уфи присілок Романовка

Того ж року до складу сільради були передані території сусідніх адміністративних одиниць:
- зі складу Дьомського району Уфи площею 2,77 км²
- зі складу Таптиковської сільради площею 15,45 км²

## Населення
Населення — 5146 осіб (2019, 2666 в 2010, 2126 в 2002).

## Склад
До складу поселення входять такі населені пункти:
| Населений пункт     | Населення, осіб (2002) | Населення, осіб (2010) |
| ------------------- | ---------------------- | ---------------------- |
| Жуково, село        | 1374                   | 1685                   |
| Мармилево, присілок | 182                    | 232                    |
| Мисовцево, присілок | 223                    | 259                    |
| Сергієвка, присілок | 347                    | 490                    |